# Wirtschaft Maltas
Die Wirtschaft Maltas ist geprägt vom Dienstleistungssektor, auf den 2019 ca. 85 % des Bruttoinlandsprodukts entfielen und in dem 77 % der Arbeitskräfte arbeiteten. Der größte Teil des Dienstleistungssektors ist der Tourismus, der zu einem Drittel zur Wirtschaftsleistung Maltas beitrug. Weitere wichtige Bereiche des Dienstleistungssektors sind die Versicherungs- und Finanzdienstleistungs- sowie die Onlinespiele-Branche. Das Land ist Mitglied der Europäischen Union. Seine Währung ist der Euro.

## Wirtschaftliche Vor- und Nachteile der Kleinstaatlichkeit Maltas
Als Kleinstaat ist die Wirtschaft Maltas durch geringe Transaktionskosten gekennzeichnet: Face-to-face-Kontakte sind leicht möglich, die Unternehmensführungen kennen einander und brauchen keine kostspielige Informationsbeschaffung. Als ökonomischer Vorteil Maltas gelten zudem die flache Verwaltungsstruktur und die gute lokale Koordination der öffentlichen Verwaltung. Außerdem wird oft betont, dass die Volkswirtschaft nicht die gesamte Breite der Wirtschaftszweige abdecken könne und sich daher stark spezialisieren müsse. Die hohe Spezialisierung in der Wirtschaftsstruktur führe zu einer hohen Integration in die Weltwirtschaft und damit zu Gewinnen gemäß dem Prinzip der komparativen Kostenvorteile. Nachteilig sei, dass diese hohe Spezialisierung und Weltmarktabhängigkeit zu hoher Anfälligkeit durch weltwirtschaftliche Schocks führen könne. Der Wirtschaftswissenschaftler Hans-Heinrich Bass bezeichnet die starke Abhängigkeit der Wirtschaft eines Kleinstaates wie Malta von den Weltmarktentwicklungen als Nussschaleneffekt. Die starken Auswirkungen weltwirtschaftlicher Veränderungen auf die Wirtschaft von Kleinstaaten wie Malta bezeichnet er als Mokkatasseneffekt.

## Wirtschaftssektoren

### Landwirtschaft
Von der Gesamtfläche der maltesischen Inseln werden etwa vier Fünftel landwirtschaftlich, für Trockenfeldanbau und Bewässerungs-Feldanbau, genutzt. Der größte Teil der Landwirtschaftsfläche wird in den Regenmonaten bebaut, nur 5 % werden künstlich bewässert.

### Industrie
Europäische Unternehmen werden schon seit den 1970er Jahren mit Steuervorteilen gelockt. So produzieren ca. 55 deutsche Unternehmen für den Export u. a. die Firma Playmobil, Menrad, Lloyd-Schuhe.

### Dienstleistungen

#### Tourismus
Der Tourismus spielt natürlich, wegen der Bekanntheit und Beliebtheit Maltas als Urlaubsland, auch eine große Rolle. Die meisten Urlauber kommen aus Großbritannien, Deutschland und Italien. Innerhalb des Tourismussektors ist – insbesondere im Sommer – der Sprachreisetourismus ein entscheidender Faktor. Von 1965 bis heute hat sich die Zahl der Touristen ca. verzehnfacht. Heute sind es über eine Million Touristen jährlich.

#### Finanzdienstleistungen
1992 wurde auf Malta eine eigene Börse gegründet. Sie ist als Malta Stock Exchange bekannt. Aufgrund des EU-Beitritts entwickelt sich im Übrigen der gesamte Finanzdienstleistungssektor positiv. Dies gilt sowohl für den Banken- wie den Versicherungsbereich. Hierbei spielt insbesondere das regulatorische Umfeld eine entscheidende Rolle sowie die Möglichkeit für auf Malta domizilierte Finanzdienstleister ihre Produkte und Dienstleistungen europaweit im Rahmen der Dienstleistungs- bzw. Niederlassungsfreiheit anzubieten.

#### Abfallmanagement
In Ermangelung eines hinreichenden Abfallmanagements hat Malta seit Jahren ein großes Müllproblem.

#### Sonstige
Andere Wirtschaftszweige im tertiären Sektor sind die Schifffahrt und Maltas Freihafen-Umschlagszentrum.
Erwähnenswert sind auch die Filmstudios mit großem Wasserbecken für Über- und Unterwasseraufnahmen.

## Entwicklung der Binnenwirtschaft

### Wirtschaftswachstum
Das Bruttoinlandsprodukt (BIP) betrug EUR 4,9 Mrd. (2006), das BIP pro Kopf: ca. EUR 12.000 (2006).

### Inflationsentwicklung
Die Inflationsrate ging 1998 auf 2,4 % zurück und konnte 1999 mit 2,1 % auf relativ niedrigem Niveau gehalten werden. Im Jahr 2000 stieg die Inflationsrate gering auf 2,4 % an. Infolge verschiedener steuer- und finanzpolitischer Maßnahmen war 2001 ein erneuter Anstieg auf 2,5 % zu verzeichnen. 2002 ist die Inflationsrate vergleichsweise niedrig geblieben. Allerdings wurde sie durch die in manchen Bereichen ausgeübten Preiskontrollen künstlich gesenkt.

## Entwicklung der Außenwirtschaft

### Außenhandel
Malta ist im Jahre 2004 der Europäischen Union beigetreten. Mit diesem Schritt kam es zu einer Liberalisierung der Wirtschaft und des Marktes des Inselstaates. Malta steht in Abhängigkeit zu seinem Außenhandel mit Waren sowie Dienstleistungen. Dieser unterliegt insgesamt starken statistischen Schwankungen, da das absolute Volumen des Außenhandels sehr gering ist. Importe und Exporte entwickeln sich überwiegend in die gleiche Richtung. Grund dafür sind die importierten Vorprodukte, welche auf Malta weiter verarbeitet werden, und später wieder exportiert werden. Das einzige auf Malta fertiggestellte Exportprodukt sind die hergestellten Spielfiguren von Playmobil, welche in dem auf Malta ansässigen Werk produziert werden. Bezüglich der Importe ist Malta aufgrund seiner geographischen Lage vor allem auf den Import von Lebensmitteln angewiesen. Eine kurze Zeit lang wurde die Strategie der Importsubstitution verfolgt, welche jedoch aufgrund mangelhafter Produkte eingestellt wurde. Für die Förderung von Maltas Außenhandelsbeziehungen ist die Organisation „Trade Malta“ zuständig. Diese wurde sowohl von der Regierung als auch von der Privatwirtschaft geschaffen.
Die Handelsbilanz Maltas hat in der vergangenen Dekade Defizite aufgewiesen, jedoch hat sich eine Verbesserung seit dem Jahre 2009 eingestellt. Zum Ende des Jahres 2011 entstand sogar ein Überschuss. Gründe hierfür sind eine Verbesserung der Struktur des Handels. Des Weiteren wirkte sich Maltas Auslands-Vermögenslage positiv auf die Handelsbilanz aus. Die wichtigsten Handelspartner für Malta im Jahre 2012 waren bezüglich der Importe Italien, Frankreich, Großbritannien und Deutschland. Deutschland gehörte gleichzeitig zum Hauptabnehmer der Exporte. Die Importe stammten 2012 zu 80 % aus der EU, während nur 36 % der Waren in die EU exportiert wurden.
2013 gehörten Italien, Frankreich und Großbritannien zu den bedeutendsten Importpartnern für Malta. Die wichtigsten Exportabnehmer waren im selben Jahre China, Deutschland, Singapur und Frankreich.
| Import         | 2013 (in Mrd. Euro) | Anteil (in %) | Export      | 2013 (in Mrd. Euro) | Anteil (in %) |
| -------------- | ------------------- | ------------- | ----------- | ------------------- | ------------- |
| Italien        | 2,18                | 39            | VR China    | 0,53                | 14            |
| Frankreich     | 0,39                | 7             | Deutschland | 0,49                | 13            |
| Großbritannien | 0,39                | 7             | Singapur    | 0,38                | 10            |
| Deutschland    | 0,28                | 5             | Frankreich  | 0,34                | 9             |

Bei den Importprodukten handelte es sich um Brennstoffe/Schmiermittel, Maschinen- und Transportausrüstungen, Nahrungsmittel und chemische Erzeugnisse. Exportiert wurden Mineralöle und Schmierstoffe, Maschinen- und Transportausrüstung, chemische Erzeugnisse und Nahrungsmittel.
| Import                        | 2013 (in Mrd. Euro) | Anteil (in %) | Export                        | 2013 (in Mrd. Euro) | Anteil (in %) |
| ----------------------------- | ------------------- | ------------- | ----------------------------- | ------------------- | ------------- |
| Brennstoffe/Schmiermittel     | 2,58                | 46            | Mineralöle/Schmierstoffe      | 1,63                | 43            |
| Maschinen/Transportausrüstung | 1,4                 | 25            | Maschinen/Transportausrüstung | 1,18                | 31            |
| Nahrungsmittel                | 0,45                | 8             | Chem. Erzeugnisse             | 0,30                | 8             |
| Chem. Erzeugnisse             | 0,39                | 7             | Nahrungsmittel                | 0,15                | 4             |

Im Jahre 2015 sind die Warenausfuhren um 6 % auf 3,5 Milliarden Euro gesunken. Davon gingen 32 % nach Europa, hiervon 30 % in die Europäische Union, 27 % wurden nach Afrika und 20 % nach Asien exportiert. Daraus ergibt sich mit einer Einwohnerzahl von 430.146 Einwohnern im Jahre 2014 ein pro Kopf Export von ungefähr 8136,77 Euro. Auch die Wareneinfuhren sanken 2015 auf 6 % (6 Milliarden Euro); 70 % stammten aus Europa, davon 59 % aus der Europäischen Union, 13 % aus Asien und 11 % aus Nord- und Zentralamerika. Insgesamt ergibt sich daraus ein pro Kopf Import von 13948,75 Euro.
Der bilaterale Handel Maltas mit Deutschland wuchs 2015. Die Importe stiegen um 15 % an auf 372 Millionen Euro und der Export aus Malta stieg auf 16,5 % entsprechend 329 Millionen Euro. Deutschland belegt den 4. Rang der Einfuhren nach Malta und den 2. Rang bezüglich der Exporte.
Da Deutschland ein wichtiger Handelspartner für Malta ist, bestehen zwischen den beiden Ländern Außenhandelsabkommen. Diese sind das Investitionsschutzabkommen von 1975, das Luftverkehrsabkommen von 1997 und das Doppelbesteuerungsabkommen von 2001.

### Ausländische Direktinvestitionen
Es gibt eine chinesische Werft in Valletta.
Im Global Competitiveness Index, der die Wettbewerbsfähigkeit eines Landes misst, belegt Malta 37 von 137 Ländern (Stand 2017–2018). Im Index für wirtschaftliche Freiheit belegte das Land 2017 Platz 50 von 180 Ländern.